# José Ramón Goyeneche
José Ramón Goyeneche Bilbao (* 15. Oktober 1941 in Arrieta (Bizkaia)) ist ein ehemaliger spanischer Radrennfahrer.

## Sportliche Laufbahn
Goyeneche war Straßenradsportler und Teilnehmer der Olympischen Sommerspiele 1964 in Tokio. Im Mannschaftszeitfahren wurde Spanien mit José Ramón Goyeneche, José Manuel López Rodríguez, Mariano Díaz, und Luis Pedro Santamarina auf dem 8. Rang klassiert.
1961 und 1963 bestritt er das Milk Race. 1963 wurde er beim Sieg von Peter Chisman Dritter der Rundfahrt.
Bei den UCI-Straßen-Weltmeisterschaften 1964 gewann er mit Luis Pedro Santamarina, Ramón Sáez Marzo und Juan García Such die Silbermedaille im Mannschaftszeitfahren. 
Die Cinturón Ciclista Internacional a Mallorca gewann er 1966, nachdem er in der Saison zuvor Berufsfahrer geworden war. 1968 holte er einen Etappensieg in der Vuelta a los Valles Mineros.
In der Tour de France 1967 schied er aus. In der Vuelta a España startete Goyaneche zweimal. 1965 wurde er 49., 1968 48. der Gesamtwertung.